# التعاون المنظم الدائم
التعاون المنظم الدائم والمعروفِ اختصارًا باسمِ بيسكو (PESCO) هو جزءٌ من سياسة الأمن والدفاع للاتحاد الأوروبي حيث تسعى 26 من أصلِ 27 من القوات المسلحة الوطنية للدول الأعضاء في الإتحاد الأوروبي إلى التكامل الهيكلي (باستثناء مالطا). استنادًا إلى المادة 42.6 والبروتوكول 10 من معاهدة الاتحاد الأوروبي، التي أدخلتها معاهدة لشبونة في عام 2009، تم إطلاق بيسكو لأول مرة في عام 2017. كان الاندماج الأولي في تنسيق بيسكو هو عدد من المشاريع التي تم إطلاقها في عام 2018. جنبا إلى جنب مع المراجعة السنوية المنسقة للدفاع (CARD) وصندوق الدفاع الأوروبي والتخطيط العسكري والقدرة القيادية (MPCC)، فإنها تشكل حزمة دفاعية شاملة للاتحاد الأوروبي.

## تاريخ

### التنشيط المسبق

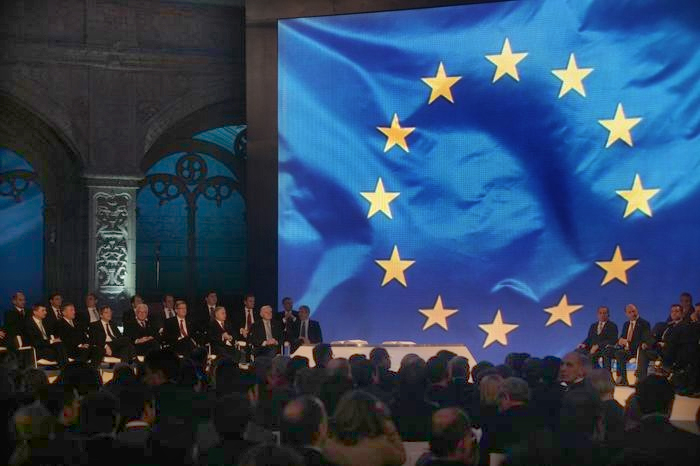
دخلت معاهدة لشبونة عام 2009 حيز التنفيذ، مما أتاح تعاونًا منظمًا دائمًا في مجال الدفاع بين مجموعة فرعية من الدول الأعضاء الراغبة.

صيغت مبادئ بيسكو الأولية لأول مرة في الدستور الأوروبي بموجب المادة III-312، التي فشلت في عملية التصديق عليها، ثم أتُفق عليها بعد ذلك في معاهدة لشبونة لعام 2009. وأضافت إمكانية قيام الدول الأعضاء الذين تفي قدراتهم العسكرية بمعايير أعلى والذين قدموا التزامات أكثر إلزامًا لبعضهم البعض في هذا المجال بهدف البعثات الأكثر تطلبًا بإنشاء تعاون منظم دائم في إطار الاتحاد الأوروبي. كان يُنظر إلى بيسكو على أنها طريقة لتمكين وتمتين الدفاع المشترك المنصوص عليه في المادة 42، لكن الشكوك حول المزيد من التكامل التي نشأت حول رفض الدستور الأوروبي تعني أن تفعيله كان غير مرجح. وقد أطلق رئيس المفوضية الأوروبية جان كلود يونكر وصف «الجميلة النائمة» على معاهدة لشبونة. 
في عام 2010، بدأ المشهد الجيوسياسي حول الاتحاد الأوروبي يتغير، مما أدى إلى سلسلة من الأزمات. تسببت الحرب الأهلية الليبية و‌الحرب الأهلية السورية وصعود تنظيم الدولة الإسلامية في العراق والشام (داعش) فضلًا عن أزمة المهاجرين إلى أوروبا ثمّ تدخلت روسيا في أوكرانيا في عام 2014، وضمَّت شبه جزيرة القرم وأثارت نزاعًا مستمرًا في البلاد حول اتفاقية الشراكة بين أوكرانيا والاتحاد الأوروبي. انتقد دونالد ترامب حلفاء حلف شمال الأطلسي (الناتو) في عام 2016 حين انتُخب رئيسًا للولايات المتحدة، حتى أنه رفض في عدة مناسبات دعم بند الدفاع المشترك، وصوتت المملكة المتحدة إحدى أكبر قوتين عسكريتين في الاتحاد الأوروبي، في استفتاء البريكست على الانسحاب من الاتحاد الأوروبي. 
هذه البيئة الجديدة، على الرغم من اختلافها الشديد عن تلك التي صُمِّمَت من أجلها بيسكو، أعطت قوة دفع جديدة للتعاون الدفاعي الأوروبي. أعطى انسحاب المملكة المتحدة، التي كانت معارضة لذلك التعاون، أملًا آخر في النجاح. في تجمع حاشد في بافاريا ألمانيا، قالت أنجيلا ميركل: «لقد انتهت الأوقات التي يُمكننا فيها الاعتماد كليًا على الآخرين، إلى حد ما ... لقد اختبرت ذلك في الأيام القليلة الماضية. علينا نحن الأوروبيين حقًا أن نأخذ مصيرنا بأيدينا». وفي أواخر عام 2016، وضعَ الاتحاد الأوروبي التعاون الدفاعي في إعلاني براتيسلافا وروما بعد خروج بريطانيا من الاتحاد الأوروبي.
كان هناك بعض الخلاف بين فرنسا وألمانيا حول طبيعة بيسكو. توقعت فرنسا الاعتماد على مجموعة صغيرة من الدول ولكنها طموحة تتمتعُ بقدرات جادة يمكن أن تحقق قفزات عملية كبيرة إلى الأمام، بينما أرادت ألمانيا التي سئمت المزيد من الانقسامات في الاتحاد الأوروبي، نهجًا أكثر شمولًا يُمكن أن يشمل جميع الدول، بغض النظر عن قدراتها العسكرية أو استعدادها للاندماج. علاوة على ذلك، بالنسبة لألمانيا، كان الأمر يتعلق ببناء القدرات وإعطاء إشارة الوحدة بعد خروج بريطانيا من الاتحاد الأوروبي، في حين ركزت فرنسا على العمليات والبحث عن المساعدة لعمليات انتشارها الممتدة داخل قارة أفريقيا. كان حلهم الوسط هو إعادة تصور بيسكو كعملية. ستكون بيسكو شاملة، ولكن لا يتعين على جميع الدول المشاركة في جميع المشاريع وسيتم التقدم على مراحل مما يسمح بتطوير قدرات مشتركة جديدة دون الحاجة إلى حل الاختلافات الأكبر حول الأهداف النهائية أولًا. علاوة على ذلك، لن تحتاج الدول إلى امتلاك القدرات بالفعل، ولكن مجرد التعهد بالعمل على تحقيقها. سمح هذا لفرنسا بتحسين القدرات العسكرية دون إقصاء الدول التي لم تصل بالفعل إلى ما يُمكن القول أنه عتبة. 

### التنشيط

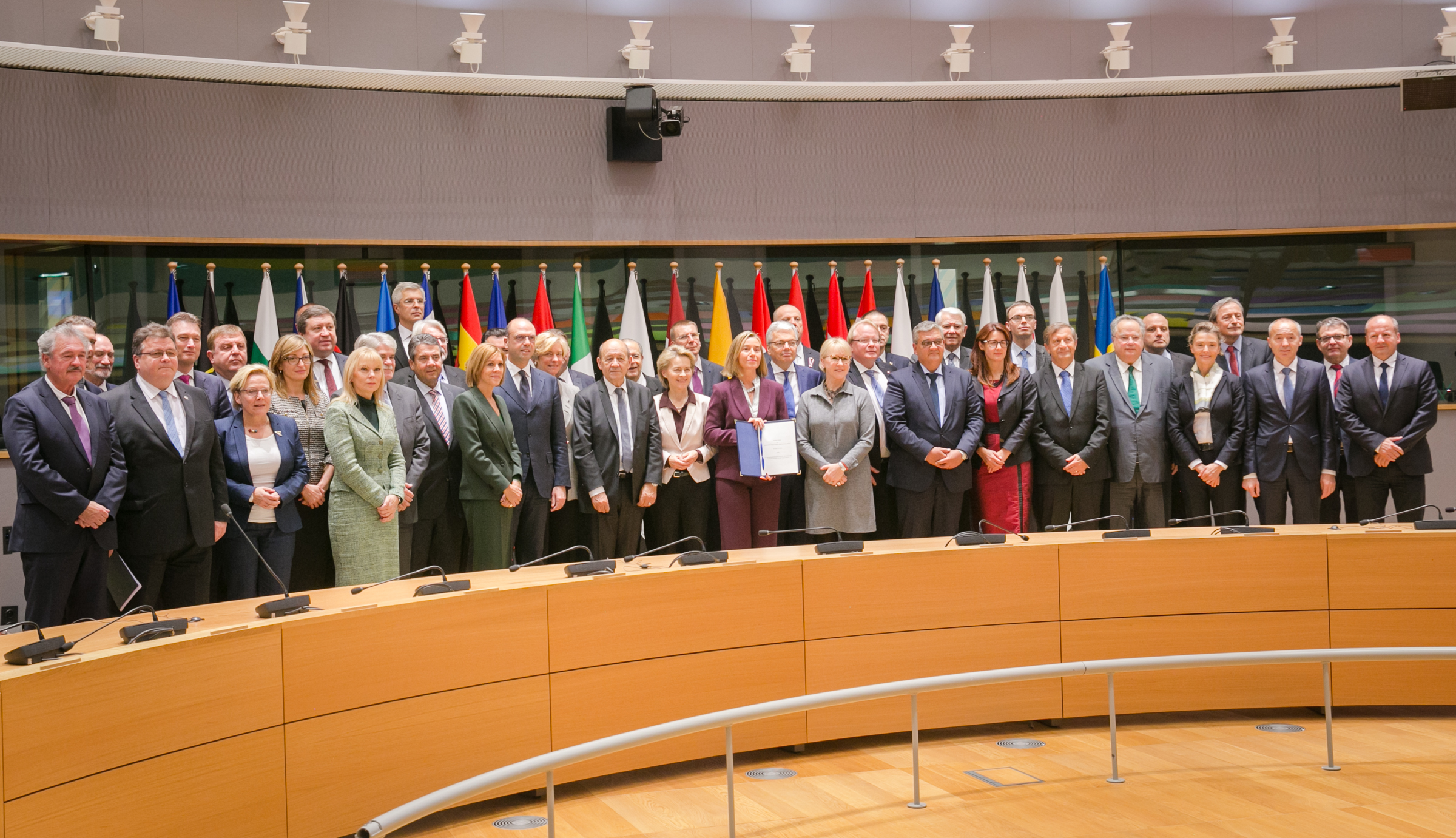
في 13 تشرين الثاني/نوفمبر 2017، وقَّع وزراء الخارجية والدفاع من 23 دولة في الاتحاد الأوروبي على الإخطار المشترك بشأن إنشاء بيسكو في مجلس الشؤون الخارجية برئاسة الممثلة السامية للشؤون الخارجية فيديريكا موغيريني.

بحلول 7 أيلول/سبتمبر عام 2017، حصلَ اتفاقٌ بين وزراء خارجية الاتحاد الأوروبي للمضي قدمًا مع مشروع بيسكو بعشرة مشاريع أولية.    وُقِّعَ على الاتفاقية في 13 تشرين الثاني/نوفمبر من قِبل 23 دولة من أصل 28 دولة عضو في الإتحاد الأوروبي. أبلغت أيرلندا والبرتغال الممثل السامي للاتحاد للشؤون الخارجية والسياسة الأمنية و‌مجلس الاتحاد الأوروبي برغبتهما في الانضمام إلى بيسكو في 7 كانون الأول/ديسمبر عام2017. فُعِّلَ بيسكو من قِبل 25 دولة في 11 كانون الأول/ديسمبر عام 2017 وذلك بموافقة المجلس.  لم تشارك الدنمارك (قبل التراجعِ عن قرارها في تموز/يوليو 2022) لأنها كانت قد انسحبت من السياسة الأمنية والدفاعية المشتركة، ولم تُشارك أيضًا المملكة المتحدة التي انسحبت من الاتحاد الأوروبي في عام 2020،  كما اختارت مالطا عدم المشاركة أيضًا، بسبب مخاوف من تعارضها مع حيادها. وفقا للنظام الداخلي يمكن للدول غير الأعضاء في الإتحاد الأوروبي أن تطلب الانضمام بشكل رسمي والذي يتمُّ البت بأمره على أساس موافقة الأغلبية للدول الأعضاء المشاركة.

## المبادئ
يجب على الدول الأعضاء إبلاغ نيتها إلى المجلس والممثل السامي، ثم يتخذ المجلس بالأغلبية المؤهلة قرارا بإنشاء بيسكو وتحديد قائمة الدول الأعضاء المشاركة. أي دولة عضو أخرى تفي بالمعايير وترغب في المشاركة يمكنها الانضمام إلى بيسكو باتباع نفس الإجراء، ولكن في التصويت على القرار، لن تشارك إلا الدول الأعضاء الفعليين في بيسكو. إذا لم تعد الدولة المشاركة تفي بالمعايير، يتم اتخاذ قرار بتعليق مشاركتها بنفس الإجراء المتبع لقبول مشاركين جدد، ولكن مع استبعاد الدولة المعنية من إجراءات التصويت. إذا رغبت إحدى الدول المشاركة في الانسحاب من بيسكو، فإنها تخطر المجلس بحذفها من قائمة المشاركين. جميع قرارات وتوصيات المجلس الأخرى المتعلقة بقضايا بيسكو غير المتعلقة بقائمة المشاركين تتطلب تصويتًا بالإجماع من الدول المشاركة.

## القوات المسلحة المشاركة

### المشاركون من داخل الاتحاد الأوروبي
أعلنت الدول الأعضاء التالية نيتها المشاركة في بيسكو:
- النمسا
- بلجيكا
- بلغاريا
- كرواتيا
- قبرص
- التشيك
- الدنمارك
- إستونيا
- فنلندا
- فرنسا
- المانيا
- اليونان
- هنغاريا
- ايرلندا
- ايطاليا
- لاتفيا
- ليتوانيا
- لوكسمبورج
- هولندا
- بولندا
- البرتغال
- رومانيا
- سلوفاكيا
- سلوفينيا
- اسبانيا
- السويد

### المشاركون من خارج الاتحاد الأوروبي
يُمكن للدول الأعضاء التالية غير المشاركة في الاتحاد الأوروبي أن تطلب الانضمام عن طريق إخطار المجلس، والذي سيوافق على أساس الأغلبية المؤهلة من الدول الأعضاء المشاركة. واعتبارًا من تشرين الثاني/نوفمبر من عام 2020 صار في إمكان الدول الأخرى تقديم طلبٍ للمشاركة في بيسكو.
- : كندا، النرويج والولايات المتحدة الأمريكية هم الدوال الثلاث الذين قدموا طلباتٍ للمشاركة في المشروع لتحسين التحركات العسكرية مع الدول الأعضاء في أوروبا.[19][20][21]

- : قدمت تركيا بطلبها في أيار من العام 2021 للمشاركة في المشروع ولكن النمسا اعترضت بالإضافة إلى النزاع القائم بخصوص المسألة القبرصية بين تركيا من جهة واليونان وقبرص من جهة أخرى. في حزيران عام 2022، التزمت فنلندا والسويد بـ «دعم المشاركة الكاملة الممكنة لتركيا وغيرها من الحلفاء من خارج الاتحاد الأوروبي في المبادرات الحالية والمحتملة لسياسة الأمن والدفاع المشتركة للاتحاد الأوروبي، بما في ذلك مشاركة تركيا في مشروع بيسكوبشأن التنقل العسكري" في مذكرة ثلاثية تم الاتفاق عليها في قمة مدريد 2022 لتسهيل تصديق تركيا على طلب العضوية في الناتو».[22][23][24][25]
- : في 6 تشرين الأول 2022 خلالَ القمة الأولى للمجتمع السياسي الأوروبي، ألزمت رئيسة الوزراء البريطانية ليز تراس المملكة المتحدة بالانضمام إلى بيسكو ومشروعها للتنقل العسكري. في 15 تشرين الثاني/نوفمبر 2022، دعا مجلس الاتحاد الأوروبي المملكة المتحدة للمشاركة في مشروع التنقل العسكري.[26]

## العلاقة مع الناتو
بينما تم تشكيل بيسكو جزئيًا بسبب الشكوك حول التزام الولايات المتحدة بحلف الناتو، أكد المسؤولون أن بيسكو ستكون مكملة لأمن الناتو بدلًا من منافستها، كما سلَّط الأمين العام لحلف الناتو ينس ستولتنبرغ الضوء على أن التنقل العسكري هو مثال رئيسي لتعاون الناتو والاتحاد الأوروبي. 

## الانتقادات الأمريكية
أعربت الولايات المتحدة عن مخاوفها ونشرت تحذيرات بشأن بيسكو عدة مرات، والتي يعتقد العديد من المحللين أنها علامة على مخاوف الولايات المتحدة من فقدان نفوذها في أوروبا، لأن الاتحاد الأوروبي الذي يتمتع بالاكتفاء الذاتي العسكري سيجعل الناتو غير ذي صلةٍ به على نحو متزايد. إلى جانب تحسين التعاون العسكري، تسعى بيسكو أيضًا إلى تعزيز الصناعة الدفاعية للدول الأعضاء وخلق فرص عمل داخل الاتحاد الأوروبي، وهو الأمر الذي انتقده العديد من السياسيين الأمريكيين بسبب مخاوف من خسارة الإيرادات من دول الاتحاد الأوروبي (في المتوسط، تبيع الولايات المتحدة أكثر من واحد مليار يورو من الأسلحة إلى دول الاتحاد الأوروبي سنويًا). وفقًا لفرانسواز جروسيتيه، عضو البرلمان الأوروبي من 1994 إلى 2019، فإن الولايات المتحدة تضغط بقوة ضد زيادة التعاون العسكري بين الدول الأعضاء في الاتحاد الأوروبي، وتذهب إلى حد دعوة أعضاء البرلمان الأوروبي مباشرة إلى «عشاء خاص» لمحاولة إقناعهم بالتصويت ضد أي توجيهات أو قوانين من شأنها تعزيز التعاون العسكري داخل الاتحاد الأوروبي. على الرغم من معارضة بيسكو، أعربت الولايات المتحدة عن رغبتها في المشاركة في مشروع التنقل العسكري عام 2021. محللون أوروبيون أشاروا إلى أن هذا قد يشكل محاولة لتقويض سياسة دفاع أوروبية مستقلة من الداخل. 

## قائمة المشاريع
بدأت مشاريع بيسكو بقائمة من 50 فكرة وتم اختصارها لتوفير قائمة مختصرة بالمشاريع الصغيرة. مشاريع التسلح الرئيسية مخصصة في المستقبل (تستخدم قوات الاتحاد الأوروبي 178 نظامًا مختلفًا للأسلحة مقارنة بـ 30 نظامًا في الولايات المتحدة)، ولكن في البداية، يجب أن تركز بيسكو على عمليات أصغر لوضع الأساس.
هذه قائمةٌ بمشاريع بيسكو اعتبارًا من شباط/فبراير 2021 والدول المشاركة حسب الفئة: 
- الأنظمة الجوية: مثل مشاريع يورودرون، الهيلكوبتر الأوروبية الهجومية تايجر مارك 3 والهجوم الكتروني المحمول جواً.
- سايبر - C4ISR - الأمن الإلكتروني.
- التمكين والمشاركة: مثل مشاريع القيادة الطبية الأوروبية، التحركات العسكرية، المراقبة الكيميائية والبيولوجية والإشعاعية والنووية، و شبكة المراكز اللوجستية في أوروبا ودعم العمليات.
- الأرض - التشكيلات - الأنظمة: مثل مشاريع آلية الحزم الإغاثية العسكرية القابلة للنشر في الكوارث، مشروع القدرة على الدعم الناري الغير المباشر، و أنظمة صواريخ الاتحاد الأوروبي التي تتجاوز خط البصر.
- البحرية: مثل مشاريع مراقبة وحماية الموانئ والبحرية، ورفع مستوى المراقبة البحرية، و حزمة القدرة على التدخل تحت الماء و الأنظمة البحرية شبه المستقلة للتدابير المضادة للألغام.
- الفضاء: مثل مشاريع ملاحة راديو الاتحاد الأوروبي و الشبكة الأوروبية للتوعية بمراقبة الفضاء العسكري.
- التدريب - المرافق: مثل مشاريع مركز كفاءة مهام التدريب التابع للاتحاد الأوروبي، و مركز شهادة التدريب الأوروبي للجيوش الأوروبية ومدرسة المخابرات المشتركة في الاتحاد الأوروبي ومركز التدريب الطبي لقوات العمليات الخاصة وشبكة الاتحاد الأوروبي لمراكز الغوص ومركز الابتكار والأكاديمية الإلكترونية بالاتحاد الأوروبي.

## مبادرات أخرى
المبادرات الأخرى لسياسة الأمن والدفاع المشتركة التي أُنشئت بعد إدخال الاستراتيجية العالمية للاتحاد الأوروبي:
- المراجعة السنوية المنسقة للدفاع (CARD)
- صندوق الدفاع الأوروبي
- الاستراتيجية العالمية للاتحاد الأوروبي (EUGS)

أما منظمات الدفاع الأوروبية الأخرى التي ليست حاليًا جزءًا من السياسة الأمنية والدفاعية المشتركة للاتحاد الأوروبي ولكن يمكن أن تصبح مشاريع بيسكو:
- مركز تنسيق الحركة في أوروبا
- المجموعة الجوية الأوروبية
- فينابل
- المنظمة الأوروبية للجمعيات العسكرية
- منظمة التعاون التسليح المشترك
- المركز الأوروبي لإنعاش الموظفين
- قيادة النقل الجوي الأوروبية

## روابط خارجية
- الموقع الرسمي
- Joint notification by member states to the High Representative and to the Council on PESCO, 13 November 2017
- Permanent Structured Cooperation: what’s in a name?, European Union Institute for Security Studies
- Description by the European Commission
- Factsheet
- Description by the European External Action Service
- ETH Zurich description